# Apple 410 Color Plotter

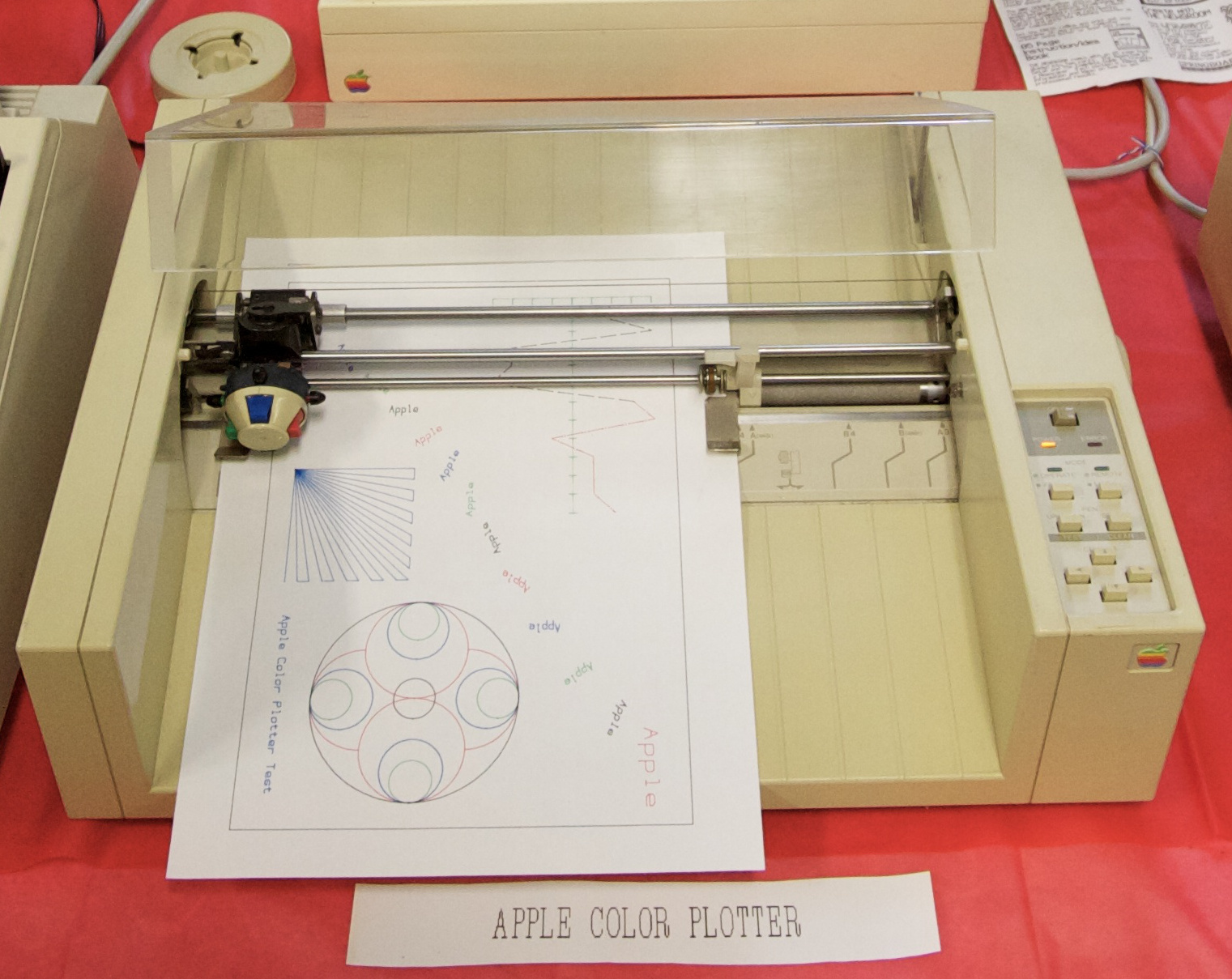
Een Apple Color Plotter.

De Apple 410 Color Plotter was een kleurenplotter van Apple Computer. De plotter maakte gebruik van Yokogawa plottermechaniek en werd door Apple verkocht van 1983 tot 1988 voor gebruik met de Apple II-familie, de Apple III, de Apple Lisa en de Apple Macintosh.

## Ontwerp
De Apple Color Plotter beschikt over een seriële RS-232C-poort en kan daardoor rechtstreeks verbonden worden met de Apple III, de Lisa en de Macintosh. Om de plotter aan een computer uit de Apple II-familie te koppelen moest in die computer een Super Serial Interface Card-insteekkaart geïnstalleerd worden.
De plotter was voorzien van vier stiften. De stiften waren verkrijgbaar in diverse kleuren in inkt op water- of oliebasis. Daarmee kon de plotter tekenen op papier of overheadsheets van verschillende afmetingen tot maximaal A3.
De stiften kunnen bestuurd worden via een computerprogramma of met behulp van het controlepaneel op de plotter. Dit controlepaneel bevat pijltjestoetsen om de stiften te verplaatsen, een toets om een andere stift te selecteren, een toets om de stift op of neer te laten en een toets om de stiften te "parkeren" zodat een nieuw blad papier in de plotter kan gestoken worden.

## Plottercommando's
De plotter gebruikt een eenvoudige programmeertaal om de stiften te besturen. Enkele van de plottercommando's zijn:
```
PSn (n=1-4)     gebruik stift nummer n
PVn (n=1-10)    stel de tekensnelheid in op n centimeter per seconde

CH              beweeg de stift naar een veilige plaats om het papier te vervangen
MAx,y           beweeg de stift naar het absolute punt x,y
MRx,y           beweeg de stift naar het punt met afstand x,y t.o.v. het huidige punt

DAx,y(,x,y...)  teken rechte lijn(en) naar absolute punt(en) x,y
DRx,y(,x,y...)  teken rechte lijn(en) naar punt(en) met afstand x,y t.o.v het vorige punt
CAr(,x,y)       teken een cirkel met straal r (en middelpunt x,y)

```

In het onderstaande voorbeeld is de Apple Color Plotter verbonden met een Super Serial Interface Card in slot 2 van een Apple IIe. Het volgende Applesoft BASIC-programma trekt een rechte lijn naar het punt met afstand 50,60 t.o.v. het huidige punt:
```
10
 
PR#
 
2

20
 
PRINT
 
"DR50,60;"

30
 
PR#
 
0

40
 
END

```

In Apple UCSD Pascal ziet hetzelfde programma er als volgt uit:
```
program
 
plottertest
;

var
 
appleplotter
:
 
text
;

begin

  
rewrite
 
(
appleplotter
,
 
'REMOUT:'
)
;

  
write
 
(
appleplotter
,
 
'DR50,60;'
)
;

  
close
 
(
appleplotter
)
;

end
.

```